# كاري بيورنسن
كاري بيورنسن (بالنرويجية البوكمول: Kåre Bjørnsen)‏ هو لاعب كرة قدم نرويجي في مركز الدفاع، ولد في 17 يوليو 1934، وتوفي في 6 مارس 1993. شارك مع منتخب النرويج لكرة القدم. أما مع النوادي، فقد لعب مع نادي فيكينغ.

## وصلات خارجية
- كاري بيورنسن على موقع اتحاد النرويج (النرويجية)
- كاري بيورنسن على موقع عالم كرة القدم.نت (الإنجليزية)